# Muhammad Iqbal
Sir Muhammad Iqbal, em urdu:  محمد اقبال‎ (Sialkot, 9 de novembro de 1877 – 21 de abril de 1938), também conhecido como Allama Iqbal (علامہ اقبال‎), foi um escritor muçulmano do sul da Ásia, filósofo, e político, cuja poesia na língua urdu está entre o maior do século XX, e cuja visão de um ideal cultural e político para os muçulmanos da Índia governada pelos britânicos era animar o impulso para o Paquistão. Ele é comumente referido pelo honorífico Allama (do persa علامه ʻallāma, "muito conhecedor, muito erudito".)

## Vida
Nascido e criado em Sialkot, Punjab (atual Paquistão) em uma família étnica da Caxemira, Iqbal estudou em Sialkot e Lahore e, posteriormente, na Inglaterra e na Alemanha. Embora tenha estabelecido uma prática jurídica após retornar, ele se concentrou principalmente em escrever trabalhos acadêmicos sobre política, economia, história, filosofia e religião. Ele é mais conhecido por suas obras poéticas, incluindo Asrar-e-Khudi - que trouxe a cavalaria - Rumuz-e-Bekhudi e o Bang-e-Dara. No Irã, onde ele é conhecido como Iqbāl-e Lāhorī (Iqbal de Lahore), ele é altamente considerado por suas obras persas.
Iqbal foi um forte defensor do renascimento político e espiritual da civilização islâmica em todo o mundo, mas em particular no sul da Ásia; uma série de palestras que proferiu nesse sentido foram publicadas como A Reconstrução do Pensamento Religioso no Islã. Líder da All India Muslim League, ele imaginou - em seu discurso presidencial de 1930 - uma estrutura política separada para os muçulmanos na Índia governada pelos britânicos. Após a criação do Paquistão em 1947, ele foi nomeado o poeta nacional de lá. O aniversário de seu nascimento (Yōm-e Welādat-e Muḥammad Iqbāl) em 9 de novembro é um feriado no Paquistão.

## Obras

### Prosa
- Ilm ul Iqtisad (1903)

### Poesia em persa
- Asrar-i-Khudi (1915)
- Rumuz-i-Bekhudi (1917)
- Payam-i-Mashriq (1923)
- Zabur-i-Ajam (1927)
- Javid Nama (1932)
- Pas Cheh Bayed Kard ai Aqwam-e-Sharq (1936)
- Armughan-e-Hijaz (1938)

### Poesia em urdu
- Bang-i-Dara (1924)
- Bal-i-Jibril (1935)
- Zarb-i Kalim (1936)

### Livros em inglês
- The Development of Metaphysics in Persia (1908)
- The Reconstruction of Religious Thought in Islam (1930)